# Neodeutzia ovalis
Neodeutzia ovalis là một loài thực vật có hoa trong họ Tú cầu. Loài này được Small mô tả khoa học đầu tiên năm 1905.